# モンド・トラッショ
『モンド・トラッショ』（Mondo Trasho）は、1969年のアメリカ映画。
ジョン・ウォーターズの商業的デビュー作でありディヴァインを世に出した映画で監督から編集までウォーターズが1人5役費やした映画である。

## キャスト
- ディヴァイン
- メアリー・ヴィヴィアン・ピアース
- デヴィッド・ローチャリー
- ミンク・ストール